# Francine Corteggiani
Pour les articles homonymes, voir Corteggiani.
Francine Corteggiani, née Francine Pâquerette Marie Lecouffe le 14 avril 1911 à Lillers et morte le 4 janvier 2008 au Croisic, est une scripte française, active de 1937 à 1966.

## Biographie
Epouse de l'acteur et assistant-réalisateur Tony Corteggiani, Francine Corteggiani a travaillé notamment avec Jean Renoir, René Clair, Max Ophüls, Sacha Guitry, Louis Malle, Agnès Varda...

## Filmographie

### Scripte
- 1949 : Du Guesclin de Bernard de Latour
- 1950 : Banco de prince de Michel Dulud
- 1951 : Maria du bout du monde de Jean Stelli
- 1951 : Paris chante toujours de Pierre Montazel
- 1952 : Les Belles de nuit de René Clair
- 1953 : Madame de... de Max Ophuls
- 1954 : Le Grand Jeu de Robert Siodmak
- 1954 : Si Versailles m'était conté de Sacha Guitry
- 1955 : Napoléon de Sacha Guitry
- 1955 : Les Grandes Manœuvres    de René Clair
- 1955 : Si Paris nous était conté  de Sacha Guitry
- 1956 : Bonsoir Paris, bonjour l'amour de Ralph Baum
- 1956 : Le Pays d'où je viens de Marcel Carné
- 1957 : Porte des Lilas de René Clair
- 1957 : Sénéchal le magnifique de Jean Boyer
- 1958 : Ascenseur pour l'échafaud de Louis Malle
- 1958 : Moi et le colonel (Me and the Colonel) de Peter Glenville
- 1958 : Les Amants de Louis Malle
- 1958 : La Vie à deux de Clément Duhour
- 1958 : Bobosse d'Étienne Périer
- 1959 : Les Affreux de Marc Allégret
- 1959 : Vous n'avez rien à déclarer ? de Clément Duhour
- 1961 : Les Amours célèbres de Michel Boisrond
- 1962 : Le crime ne paie pas de Gérard Oury
- 1963 : Le Pont vers le soleil d'Étienne Périer
- 1965 : Le Bonheur d'Agnès Varda
- 1966 : Sept fois femme (Woman Times Seven) de Vittorio De Sica
- 1966 : La Grande Vadrouille de Gérard Oury
- 1968 : Les Cracks d'Alex Joffé

### Assistante de réalisation
- 1938 : La Marseillaise de Jean Renoir, avec son mari Tony Corteggiani.